# Chase Stokes
James Alexander Chase Stokes (Annapolis, 16 de setembro de 1992) é um ator americano. É mais conhecido por interpretar o protagonista John B na série Outer Banks na Netflix, já tendo atuado em séries Stranger Things e em Tell Me Your Secrets da Amazon Prime Video. 

## Vida e carreira
Chase Stokes nasceu em Annapolis, Maryland, é filho único de Jeff Stokes e Jennifer Canning. Seus pais se divorciaram quando ele tinha alguns meses de vida. Chase posteriormente se mudou com sua mãe para Atlanta, Geórgia, e mais tarde para Orlando, Flórida, quando adolescente, onde estudou na Timber Creek High School. Ele recebeu seu diploma de bacharel no Valencia College e mais tarde frequentou a University of Central Florida e o Seminole State College. Antes do sucesso como ator, aspirava se tornar um jogador profissional de hóquei no gelo.
Em 2014, Chase estreou como ator em filme curto chamado Lost Island, em 2016 participou de Stranger Things, grande sucesso da Netflix. Em 2017 interpretou Graham em Daytime Divas, em 2018 interpretou Russell no filme The Beach House e em 2020 chegou a sucesso internacional interpretando o protagonista John B em Outer Banks, série que está com a terceira temporada confirmada.

## Filmografia

### Cinema
| Year | Title                           | Role                     | Notes |
| ---- | ------------------------------- | ------------------------ | ----- |
| 2014 | Lost Island                     | Captain Charles Whitaker |       |
| 2018 | Between Waves                   | Young Dale               |       |
| 2020 | Dr. Bird's Advice for Sad Poets | Martin                   |       |

### Televisão
| Ano          | Titulo               | Papel            | Notas   |
| ------------ | -------------------- | ---------------- | ------- |
| 2015         | Base                 | Ethan Terri      |         |
| 2016         | Stranger Things      | Reed             | [ 4 ]   |
| 2017         | Daytime Divas        | Graham           |         |
| 2018         | The Beach House      | Russell Bennett  | TV film |
| 2018         | The First            | Finn             |         |
| 2020−present | Outer Banks          | John B Routledge | Netflix |
| 2021         | Tell Me Your Secrets | Adam             |         |

## Ligações Externas
- Chase Stokes. no IMDb.